# Federica Torti
Federica Torti (Genova, 17 aprile 1976) è una conduttrice televisiva italiana.

## Biografia
Il suo debutto in TV risale al 1997 con il programma TG Rosa, che conduce su Odeon TV anche per i tre anni seguenti. Dal 1999 è inviata per la trasmissione di TMC2 Come Thelma & Louise, mentre nel 2000, sempre su TMC2, è protagonista del programma Videodedica. Nel 2002 passa in Mediaset come inviata de Lo stivale delle meraviglie, in onda tutti i sabati mattina su Canale 5. Da settembre 2007 al 2010 passa definitivamente a Sky conducendo E!News Italia Estate su E!, mentre nella versione invernale del programma si occupa dei Red Carpet.
Nel 2008 affianca Rocco Tanica a Quasi TG su FX per poi condurre, nel 2009, il programma giornaliero Basta un poco di Zucchero su Odeon TV con al suo fianco un grande cast di comici e su Yacht & Sail il settimanale Lifestyle. Nel 2010 viene riconfermata nel cast di Yacht & Sail (canale 430 di Sky), dove realizza servizi esterni e conduce Yacht & Sail Magazine. Inizia inoltre a condurre su La 3 Tv (sempre su Sky) i call game serali.
Realizza per le riviste settimanali Stop e Vera gli articoli dedicati al beauty e per Vivo, Star Tv, Donna più e Top Girl quelli dedicati alla moda.
Dal 2013 inizia a lavorare come reporter anche per la rivista Marie Claire. Lavora come anchorwoman a MilanChannel nel 2014/2015, per poi passare a Gazzettatv dove è opinionista fissa a GazzaSummerShow, il talk show calcistico condotto da Enrico Bertolino.

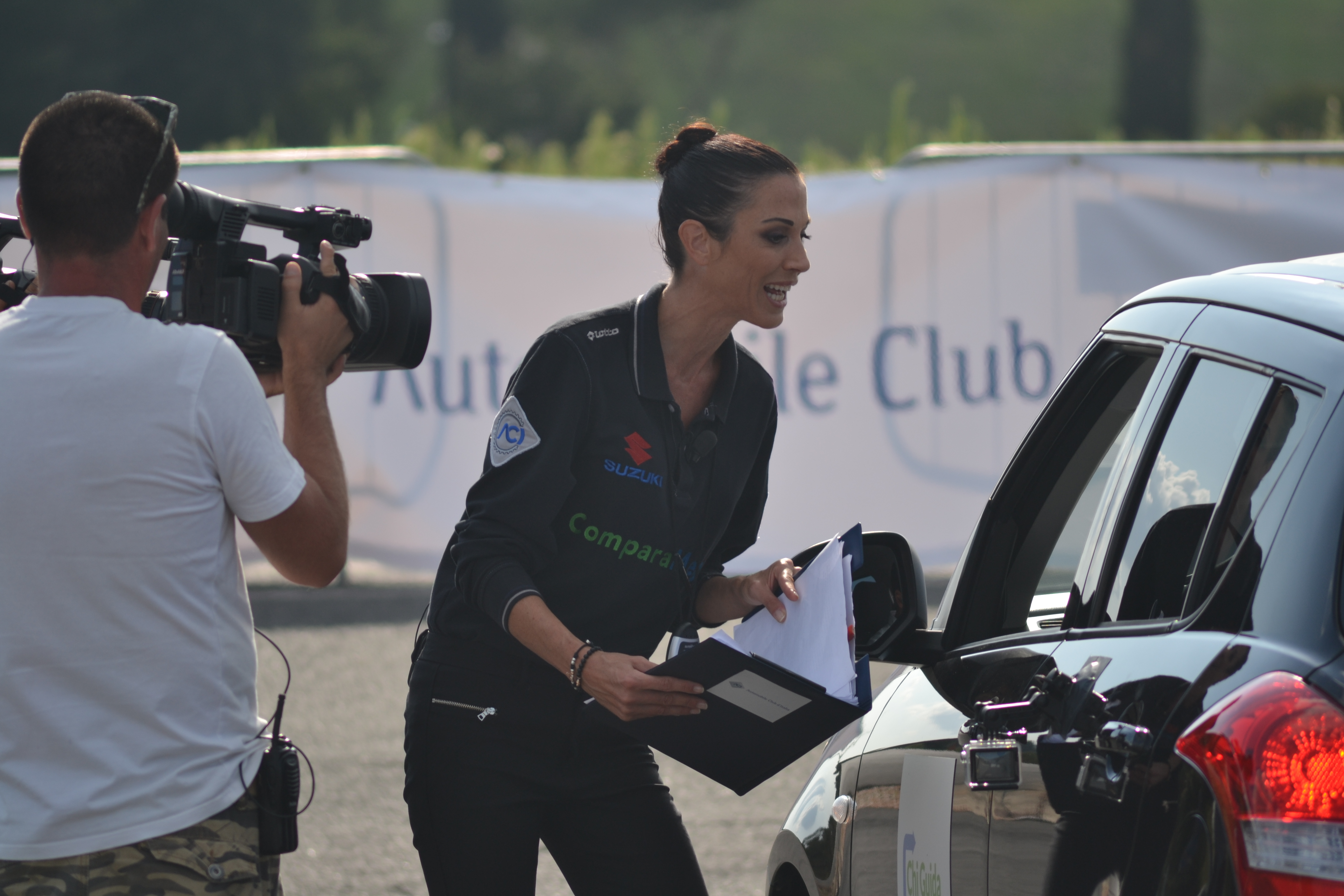
Federica Torti durante le registrazioni del programma Chi guida meglio?

Nel 2016 è stata conduttrice-giudice per la trasmissione  Chi guida meglio? su  LA7.
Nel 2017 ha presentato  Lookmaker Academy su  Sky Uno.
Nel 2018 è stata il volto delle pillole Betstars sul mondiale di calcio su Gazzetta dello Sport.
Nel 2019 ha fatto da testimonial per la rubrica fitness settimanale Starbene della Mondadori.
Dal 2018 ad oggi è il volto e produttrice di Una candelina sulla Torti su Gazzetta dello Sport. Collabora anche con Gazzetta dello Sport motori realizzando dei servizi
Una candelina sulla Torti su Gazzetta dello Sport
"Una candelina sulla Torti " su Gazzetta dello Sport
servizio per gazzetta motori sul salone del camper 
fiera del fuoristrada per gazzetta motori 
Dal 2022 ad oggi realizza articoli per  Men's Health
articolo sul canyoning